# Île Omega
L'île Omega (en anglais : Omega Island, en espagnol : Isla Omega) est une île longue de 3,7 km de l'archipel des îles Melchior de l'archipel Palmer en Antarctique. Elle est située immédiatement au sud de l'île Êta. L'île est complètement recouverte de neige. Elle a un relief régulier et uniforme, avec des collines douces et ses côtes sont formées par des falaises de glace. Sa hauteur maximale atteint 182 mètres.

## Histoire
Cette île, la plus grande du nord-est de l'archipel, fait partie de ce que l'on appelait l'île Melchior lors de la première expédition antarctique française conduite par Jean-Baptiste Charcot, à bord du trois-mâts goélette le Français, qui s'est déroulée du 31 août 1903 au 4 mars 1905. Le nom a été appliqué à l'archipel.
Le nom actuel de Omega (la 24e lettre de l'alphabet grec) avait été attribué provisoirement par l'expédition antarctique de la marine argentine en 1942-43.
Dans l'actuelle toponymie antarctique argentine le nom de Isla Sobral a été donné en hommage à José Sobral explorateur et géologue argentin de l'Expédition Antarctic d'Otto Nordenskjöld à bord de l'Antarctic, l'unique expédition antarctique suédoise.
En 1956, une balise a été installée par la marine argentine sur Punta Dos Monjes à l'extrémité sud-est de l'île.

## Revendications territoriales
L'Argentine intègre l'île dans la province de la Terre de Feu, de l'Antarctique et des îles de l'Atlantique sud. Le Chili l'intègre dans la commune de l'Antarctique chilien de la province de l'Antarctique chilien à la région de Magallanes et de l'Antarctique chilien. Quant au Royaume-Uni l'île est intégrée au territoire antarctique britannique.
Les trois revendications sont soumises aux dispositions et restrictions de souveraineté du traité sur l'Antarctique. L'île est donc nommée :
- Argentine : Isla Sobral
- Chili : Isla Omega
- Royaume-Uni : Omega Island